# きかんしゃトーマス・汽車のえほんの登場人物

きかんしゃトーマス・汽車の絵本の登場人物（きかんしゃトーマス・きしゃのえほんのとうじょうじんぶつ）では、イギリスの絵本『汽車のえほん』および、その映像化作品『きかんしゃトーマス』に登場する人物の紹介をする。

## 重要人物
トップハム・ハット卿（Sir Topham Hatt/The Fat Controller）
英国吹き替え- キース・ウィッカム（長編第4作-第24シーズン）→ロブ・ラックストロー（長編第17作）→ブルース・ダウ・トム・デュセック（第25シーズン）→トム・デュセック（第26シーズン-）
米国吹き替え- ケリー・シェイル（長編第4作-第18シーズン）→キース・ウィッカム（長編第10作-第24シーズン）→ロブ・ラックストロー（長編第17作）→ブルース・ダウ（第25シーズン-）
日本吹き替え- 宮内幸平（第1-4シーズン）→青野武（第5-8シーズン）→納谷六朗（長編第2作-第17シーズン、第18シーズン）→田中完（長編第9作、第18シーズン-長編第17作）→岡本幸輔（第25シーズン-）
トップハム・ハット卿夫人/ジェーン・ハット（Lady Hatt）
英国吹き替え- テレサ・ギャラガー
米国吹き替え- ジュール・デ・ヨング（第13シーズン-長編第6作）→テレサ・ギャラガー（第17シーズン-）
日本吹き替え- 鈴木渢（第5-7シーズン）→杉山育美（第10-13シーズン）→吉岡さくら（第15シーズン-）
トップハム・ハット卿の妻。ハット卿の鉄道のイベントには必ず出席する。トップハム・ハット卿が休暇を取れた際は、彼や孫達と一緒にどこかへ出かけることが多い。第3、5シーズンで再登場した時は髪型が異なっていた。第3シーズンではエキストラとして登場していたが、初めて話したのは第5シーズン。第7シーズンで再登場した時は鉄道のイベント出席用の青い服装に代わり、その後の人形劇ではこれが定番となっている。第8シーズン以降からは、赤紫の服装や、湖行きの服装（こちらの服装のハット卿夫人は、第11シーズンで農夫の夫人として出ている）、友人達との出かける服装も披露している（こちらの衣装のハット卿夫人は青い服装の物とは別に作られており、第11シーズンのある回ではハット卿夫人が出ていたにもかかわらず、ピクニックに来た乗客の中に紛れ込んでいた）。
スティーブン・ハット/ステファン・ハット（Stephen Hatt）
英国吹き替え- マット・ウィルキンソン（第13シーズン）→テレサ・ギャラガー（第14シーズン-）
米国吹き替え- ウィリアム・ホープ（第13シーズン）→ジュール・デ・ヨング（第14シーズン）→テレサ・ギャラガー（第19シーズン-）
日本吹き替え- 中友子（第1シーズン）→西田裕美（第5シーズン（トビーのたんけん））→沼田祐介（第5シーズン（トップハム・ハットきょうのきゅうか））→中島千里（第6シーズン）→泉久実子（第7シーズン）→川津泰彦（第8シーズン）→溝邉祐子（第10シーズン）→西優子（第13シーズン）→河杉貴志（第14シーズン）→根本圭子（第19-21シーズン）→中井美琴（第22シーズン）→織江珠生（第23シーズン-）
ブリジット・ハット（Bridget Hatt）
英国吹き替え- テレサ・ギャラガー
米国吹き替え- ジュール・デ・ヨング（第13-14シーズン）→テレサ・ギャラガー（第19シーズン-）
日本吹き替え- 中島千里（第1シーズン）→中友子→西田裕美（第5シーズン）→溝邉祐子（第10-13シーズン）→中嶋ヒロ（第14シーズン）→吉岡さくら（長編第6作-）
ハット卿の孫。男の子のスティーブンは緑のシャツに赤いズボン、女の子のブリジットはピンクのワンピースを着ていることが多い（第5シーズン中ヘンリエッタに乗っていたときは初登場時と全く変わらなかったが、第10シーズンで再登場したときは服装がかなり異なっていた）。乗客の子供として出てくることも多い。また、スティーブンは原作では3代目局長になる設定。
農夫のフィニー（Farmer Finney）
日本語吹き替え- 小田柿悠太
テレンスを所有している農夫の男性。養鶏場を営んでいる農夫で、一度だけテレンスの操縦席から降りている場面はある。畑仕事や森の手入れを行っている。ダンカンの汽笛が畑に落ちて、皆が探す中、彼だけは協力していなかった。稀にテレンスを他の農夫のサムに貸した事があるらしい。作業員達に手料理を振る舞った事がある。
キンドリー夫人/乗客（Mrs. Kyndley/The Passenger）
日本吹き替え- 中谷ゆみ
トーマスの支線沿いに住むおばさん。トーマス達とは昔からの仲良しらしい。第2シーズン中バーティーやデイジーに乗っていたときは初登場時と全く変わらなかったが、第5シーズンで再登場したときは容貌がかなり異なっていた。娘と姉がいる。その後トビーの支線の村人として登場した。第6シーズンを最後に登場していない。長編第12作で名前が言及されている。
ウェルズワーズの牧師/チャールズ・ラクシー（The Vicar Of Wellsworth/Charles Laxey）
日本吹き替え- 宮内幸平（第2シーズン）→田中亮一（第3シーズン）
教会の果樹園でトレバーを使っている牧師。二人の子供がいる。また、貧しい子供たちのためにパーティーを開いたり、子供たちと海に行くこともある。
古い客車を修理してティールームにしたこともあった。
ジム・コール/ジェム・コール/乗客（Jem Cole/The Passenger）
英国・米国吹き替え - クリストファー・ラグランド
日本吹き替え- 塩屋浩三（第2シーズン）→郷里大輔（第3シーズン）→龍田直樹（第4シーズン）→江川央生（第5シーズン）→小田柿悠太（長編第13作-）
農業従事者でもありトレバーの運転手。いつもトレバーを運転していたが、最近ではトレバーを他の農夫に貸すことが多い（第5シーズン中はジョージを使っている）。
乗客として出てくることも多い。トップハム・ハット卿の依頼でエリザベスを元の美しい姿に戻したことがある。
鉄道検査官／鉄道調査官（The Railway Inspectors）
英国吹き替え- マット・ウィルキンソン（第14シーズン）→キース・ウィッカム（第17シーズン）→ボブ・ゴルディング（第19シーズン-）、スティーブ・キンマン、ウィリアム・ホープ→キース・ウィッカム（第19シーズン-）
米国吹き替え- ケリー・シェイル（第14シーズン）→キース・ウィッカム（第17シーズン）→ボブ・ゴルディング（第19シーズン-）、スティーブ・キンマン、ウィリアム・ホープ（第17シーズン）→キース・ウィッカム（第19シーズン-）
日本吹き替え- 川津泰彦（第4-8シーズン）→金光宣明（第14シーズン）→金光宣明、佐々木啓夫、樫井笙人（第17シーズン）→金光宣明、河本邦弘（第19シーズン）→金光宣明、樫井笙人、秋吉徹（第20シーズン-）
常時機関車達の仕事の管理に当たっている。原作にも人形劇にも登場するが、名前は出てこない。駅長や機関士のように何人かいる様子。登場シーズンによって服装が違うが、常に山高帽をかぶっている。また、最終列車に乗り遅れた男性として登場したこともある。
人形劇ではグレーまたは黒を基準にした服装が特徴だったが、CGになってからは服装が青基準に代わり髭を生やすようになる。そして場所を定めてチェック表にその場の良さ悪さを記入をするようになる。第14シーズンに登場したときは鉄道調査官として登場し、やはり青い服装で髭を生やし新たに眼鏡まで掛けている。第17シーズンにはグループでの出演を果たし、新たに（髭の生えていないが）同じ服装の調査官が2名加わっている。
トップハム・ハット卿のお母さん（Mrs. Hatt/Dowager Hatt）
英国・米国吹き替え- キース・ウィッカム
日本吹き替え-  鈴木渢（第5シーズン）→根本圭子（第9シーズン-）
トップハム・ハット卿の母親。原作には登場しない人形劇オリジナルキャラクター。ソドー島を訪れた時に、ある理由で連れていた犬の名前を「グレムリン」と変えた（改名以前の名前は不明）。その犬は脱走した際、黒牛に驚きトーマスへ逃げた。未亡人であり、ハット卿の父親は亡くなっていることが分かる。第9シーズンでは自分の誕生日を祝ってもらうために再登場した（この時髪型はおかっぱ）。第11シーズンと第12シーズンでも再登場しているが、どちらの時もグレムリンを連れてきていない。当初は船で上陸していたが、最近はジェレミーを使っている。
CGになってからはメイスウェイト駅の近くに住んでいる。髪型はおかっぱから少しふわふわした髪に代わった。曾孫が2人いる。高齢ながら若々しく溌剌としており、同い年の友達が二人いる。一度、風邪を引いた息子の代わりに鉄道局長をしたこともあったが、それぞれ役割分担を理解できずに、逆に混乱と遅れを招いてしまった。また、機関車の名前をよく間違える（エミリーを「エメラルド」、ゴードンを「ガードン」と呼ぶなど）。
マッコールさん（Farmer McColl）
英国吹き替え- マット・ウィルキンソン
米国吹き替え- ウィリアム・ホープ
日本吹き替え-  龍田直樹（第6シーズン）→川津泰彦（第8シーズン）→中村大樹（第10シーズン-）
何かというとハット卿に頼み事をする、農業従事者。第8シーズン以降はよく出てくる。牧羊犬としてボーダー・コリーのケイティーを飼っている。また、彼の農場には鶏や豚が、家の中には羊がいる。自分の動物を助けてくれたトビーやエミリーやヘンリーには感謝している。トラックを一台持っているが、画面上には出てこなかった（CGになってからは出るようになったが動いてはいない）。農場には農家の人達がマッコールさんの手伝いや留守中の代理として来て貨車に荷を積み込んだり、貨車との連結をしてくれたりする。
アリシア・ボッティ（Alicia Botti）
英国・米国吹き替え- ジュール・デ・ヨング
日本吹き替え - 鈴木渢（第6シーズン）→葛城七穂（第11シーズン-）
世界的に有名なコロラトゥーラ歌手。ソドー島を訪れたとき、ネズミを見て絶叫した（そのネズミはトーマスによって「アリシア」と名付けられる）。その後、ロッホ城でのコンサートや、フラワーフェスティバル、そしてピクニックなどのイベントのために再びソドー島を訪れている。彼女が歌うときはいつも水色の衣装を着ている（話の中では登場しないが、第10シーズンのミニストーリー内に登場した）。機関車については、「ちょっと汚れて汚いのが本当の蒸気機関車」らしく、接続列車の仕事で汚かったパーシーを大変好んでいたが、緊張して泥や葉っぱが付いてしまったトビーに「汚いので乗れない」といったことがある。
CGになってからは性格がおおらかになっており、再び会ったトーマスに対して第6シーズンの時の疑念を抱かず、笑顔でアニーに乗車した。その後はトーマスがチャーリーと競争していることも知らないまま、楽しい汽車の旅になることを喜んだ。そしてチャーリーの行き先であるソドー整備工場でビクターとケビン、酪農場で工場長と作業員、橋では通りかかった人々に『ハバネラ (アリア)』を披露した。
ボックスフォード公爵（The Duke of Boxford）
英国吹き替え- マット・ウィルキンソン
米国吹き替え- ウィリアム・ホープ
日本吹き替え- 樫井笙人
ボックスフォード公爵夫人 (The Duchess of Boxford)
英国吹き替え- テレサ・ギャラガー
米国吹き替え- ジュール・デ・ヨング
日本吹き替え- 伊東久美子（長編第4作）→中嶋ヒロ（第16シーズン（内2話））→山崎依里奈（第16シーズン（トーマスとゴミのかしゃ）、第17シーズン-）
ボックスフォードの公爵とその妻。スペンサーのオーナー。ソドー島に別荘を持ち、トップハム・ハット卿とは顔なじみ。公爵は写真を撮る趣味がある。第11シーズンでは公爵家の紋章をスペンサーのボディに付けているが、彼が故障した際に公爵の命令で他の機関車のボディに紋章を付け替えた。第16シーズンでは、公爵夫人がハット卿夫人とは友達であることが判明。お茶をしたい時もあるが、夫である公爵の用事で出かけられない時もあった。
第17シーズンでは公爵夫人がパーシーが運んできたトップハム・ハット卿の贈り物（黄色い麦わら帽子）をパーシーに乗って一緒に来たトップハム・ハット卿の付き添いから受け取った。
ソドーブラスバンド （Sodor Brass Band）
英国・米国吹き替え- キース・ウィッカム
日本吹き替え- 平井啓二、麻生智久（第7シーズン）→堀川りょう、森功至（第8シーズン）→金光宣明（第9シーズン）→三宅健太（長編第11作-）
行事のために本土からやってくるブラス・バンド。ソドー島には7回訪れた。団員達も本土からやってくるたび変わっている（最初にやってきたときのバンドリーダーも、2回目に来たときはチューバ奏者に降格されていた。また第9シーズンの「うつくしいねいろのけいてき」と第11シーズンの「ピカピカのマージ」の回ではチューバ奏者が出てこなかった）。ソドー島にやってきたサーカス団の団員達の中にブラス・バンドの面々が混じっていたこともある。
ソドー島の市長（The Mayor of Sodor）
英国吹き替え- キース・ウィッカム（第13-16シーズン）→デヴィッド・ベデラ（第19シーズン-）
米国吹き替え- デヴィッド・ベデラ
日本吹き替え- 金光宣明
市長。第10シーズンのミニストーリー（正式に話の中に出たのは第11シーズン）からは市長が初めて姿を現す。トーマスにライオンの銅像を運ぶよう頼んだこともある（なお、トーマスは本物のライオンと勘違いし、良かれと思ってシロップや魚や藁で汚してしまい、大目玉を食らう羽目になった）。
トロッターさん（Farmer Trotter）
英国吹き替え- マット・ウィルキンソン
米国吹き替え- ケリー・シェイル
日本吹き替え- 掛川裕彦（第3シーズン）→木下尚紀（第5シーズン）→田中完（第13シーズン-）
マッコールさんとは知り合いの豚が主にいる農場を持つ白いシャツに緑色のベストを着た薄い髭の農夫。トーマスとも仲が良く彼に仕事を頼んでおり、トーマスに蜜蜂を運んできてもらったことがある。
ノランビー伯爵/ロバート・ノランビー卿（Sir Robert Norramby）
英国・米国吹き替え- マイク・グレイディ
日本吹き替え- 藤森慎吾（長編第8作）→鈴木清信（長編第8作-）
世界旅行してソドー島に帰ってきたトップハム・ハット卿の友人で、現在のウルフステッド城及び関連観光施設・領地内鉄道の経営者。楽しいことを秘密にし、皆を驚かせるのが好き。
スティーブン、ミリー、グリンのオーナー。主にミリーをプライベート兼観光案内用に用いている（後にスティーブンやグリンにも同じ役目を与える。）。
なお、原作においてもソドー島にノランビー伯爵がいることが示唆されている。原作25巻でデュークが言及している「侯爵」(本来は伯爵だが、複雑な理由で侯爵と呼ばれている設定)がそれにあたり、TV版のノランビー伯爵はその設定を元に創作されたキャラクターである。
トップハム・ハット卿の付き人達（Sir Topham Hatt's assistants）
英国吹き替え- キース・ウィッカム（ブロンド髪）
日本吹き替え- 金光宣明（黒髪）、河本邦弘（ブロンド髪）→酒巻光宏（第16シーズン）→川島得愛（第18シーズン-）
第3シーズンから登場したトップハム・ハット卿の付き人達。主に二人がトップハム・ハット卿の後ろに立っており、この初登場以降からはまれに登場するが、人物が常に代わっていた。（例：髭ありとなし（第4シーズン）、髭の長いと短い（第5シーズン）等）なお、服装は基本駅員、及び駅長と同じ物なので"間違えやすい"。
第12シーズンになってからは主にブロンド髪と黒髪の男性二人に固定され、この二人がCGのシリーズ以降も登場している。なお、第16シーズンでトップハム・ハット卿のセダンが故障した時に初めて喋った。それ以降もブロンド髪の男性の方はトップハム・ハット卿の運転でぎこちなく動いていたウィンストンを軽々と運転したり、第18シーズンではトビーに続いて信号の故障に気が付き、話し中のトップハム・ハット卿に耳打ちしたことがある。また、19シリーズでは、ジェフリー（トーマスの嘘による架空の機関車）の存在を信じ切っているハット卿と対照的に疑っている表情も見せた。
駅長（Stationmaster）
英国吹き替え- マット・ウィルキンソン（メイスウェイト駅）/マット・ウィルキンソン→キース・ウィッカム（ナップフォード駅）、キース・ウィッカム（ウェルスワース駅）、キース・ウィッカム（ケルスソープ駅）
米国吹き替え- ウィリアム・ホープ、ケリー・シェイル（メイスウェイト駅）/ウィリアム・ホープ→キース・ウィッカム（ナップフォード駅）、キース・ウィッカム（ウェルスワース駅）、キース・ウィッカム（ケルスソープ駅）
日本吹き替え- 掛川裕彦、塩屋浩三、佐藤佑暉、江川央生、堀川りょう等（第1-8シーズン）→金光宣明、河本邦弘（第9シーズン）→田尻浩章（第20シーズン-）
各駅にいる駅の最高責任者・管理者である。どの駅の駅長も機関車達と仲が良い。第1シーズンから第8シーズンまでは専属声優はいなかったが、第9シーズンからは放送局の変更に伴い、金光宣明が各駅の駅長を兼役担当する。
監督官（Inspector）
日本吹き替え- 小林俊夫
パーシーに「トップハム・ハット卿が機関庫で休んでいい」と嘘の伝言で騙されたジェームスに仕事するよう説得した監督官。ジェームスがパーシーの言っていた件を話すと「トップハム・ハット卿は一週間留守にしている」と言い、ジェームスはようやく騙されたことに気づき、パーシーと共にお目玉を食らう羽目になった。
現場監督／主任（The Yard Manager／Yard Master）
日本吹き替え- 塩屋浩三、遠藤武、川津泰彦、滝知史等（第5-8シーズン）→河本邦弘（長編第2作）→金光宣明（第9シーズン-）
各仕事場の現場を取り仕切っている監督（第5シーズン中石切場を徐くすべての仕事場の現場監督が出てくるが、第5シーズン時点で主任がいるのはブレンダム港のみ）。各仕事場の作業員達は監督に指示を仰ぐ。
港の責任者/港の主任（The Dock Manager）
英国吹き替え- マット・ウィルキンソン
米国吹き替え- ウィリアム・ホープ
日本吹き替え- 川津泰彦（第8シーズン）→金光宣明（第9シーズン-長編第9作、第19シーズン）→坂口候一（第18シーズン、長編第12作-）
ブレンダムの港の（及びドライウェット港にいる）責任者。鉄道局の役人同様と同じ黒い山高帽に黒のスーツを着ている。主に船に積む荷物や降ろす荷物の管理チェックを主に行い、倉庫上での大事な会議を他の作業員や、トップハム・ハット卿と共に行うことがある。
CG以降は港の作業員と同様の作業服に変更され、髭がちょびっと生えているのが特徴になったが、第17シーズン以降からは髭が濃く代わった。
学校の子供達（Children）
日本吹き替え- 中島千里、中友子等（第1-7シーズン）→安田早希（第8シーズン）→溝邉祐子、古城望、西優子、佐々木日菜子等（第10シーズン-）→中嶋ヒロ（第14シーズン）
とある学校に通う子供達。トーマスに学校まで送ってもらうはずだったが、トーマス本人は前夜の仕事で寝不足だったため、間違えてマッコールさんの農場で降ろしてしまった。しかし農場を見学したり、家畜を触ったりしたので素晴らしい一日を過ごせた様子。また、学校前で盛大な仮装大会を開いた時には、林檎飴のシロップを運んできたトーマスに対して歓声を上げ、そんなトーマスが草に覆われているのを見て「君の衣装が一番素敵さ」と言ってさらに歓声を上げた。
ジョー船長（Captain Joe）
英国・米国吹き替え- マット・ウィルキンソン
日本吹き替え - 神尾晋一郎
第20シーズンから登場する、アールズバーグの灯台守で所有物のスキフの船長。
ルース（Ruth）
英国・米国吹き替え- ドミニク・ムーア　
日本吹き替え- 望田ひまり
長編第16作『おいでよ!未来の発明ショー!』から登場する、黒人女性の発明家。アメリカ出身。トーマスの支線沿いにある古くてくたびれた風車をたった一人で電磁発電機に改造し、そこを拠点にソドー島で暮らしている。

## 機関士・機関助手・車掌・運転手
トーマスの機関士（Thomas's Driver）
英国・米国吹き替え- キース・ウィッカム
日本吹き替え - 田中亮一（第1シーズン）→遠藤武（第1-第2シーズン）→塩屋浩三（第3-4シーズン）→遠藤守哉（第5シーズン）→小林俊夫（第6シーズン）→佐藤佑暉（第7シーズン）→平井啓二→川津泰彦（第8シーズン）→樫井笙人（長編第4作）→石野竜三（長編第11作）→河本邦弘（長編第14作、第22シーズン第17話、第24シーズン第13話）→小田柿悠太（第22シーズン第9話）→田所陽向（長編第16作）→佐々木啓夫（第24シーズン第4話）→白石兼斗（第24シーズン第19話-）
トーマスの機関士。第2シーズン「トーマスあさごはんにおじゃま」では、トーマスに「俺がいなくても君は止まれるようだな」というのを冗談で言ったが、それを真に受けたトーマスが事故にあう原因となった。
トーマスの機関助手（Thomas's Fireman）
日本吹き替え- 遠藤守哉（第5シーズン）→進藤尚美→高戸靖広（第6シーズン）→坂口候一（長編第4作）→羽多野渉→白石兼斗（第24シーズン）
エドワードの機関士/チャーリー・サンド（Edward's Driver/Charlie Sand)
英国・米国吹き替え- キース・ウィッカム
日本吹き替え - 田中亮一（第1シーズン）→掛川裕彦（第2シーズン）→佐藤佑暉（第3シーズン）→置鮎龍太郎（第7シーズン）→金谷ヒデユキ（第18シーズン）
エドワードの機関士。
エドワードの機関助手/シドニー・ヒーバー（Edward's Fireman/Sidney Hever)
日本吹き替え - 小林俊夫（第2シーズン）
エドワードの機関助手。
ヘンリーの機関士/テッド（Henry's Driver/Ted)
日本吹き替え - 田中亮一（第1シーズン第3話、第4シーズン第6話）、里内信夫（第1シーズン第19話、第4シーズン第1話、第7シーズン）→遠藤武（第1シーズン第19話）、塩屋浩三（第1シーズン第20話、第3シーズン）、島田敏（第5シーズン）
ヘンリーの機関士。
ヘンリーの機関助手/ジェームス（Henry's  Fireman/James）
日本吹き替え- 遠藤武（第1シーズン）→木下尚紀（第5シーズン）→龍田直樹（第8シーズン）
ヘンリーの機関助手。
ジェームスの機関士/デイヴィッド（James's Driver/David）
英国・米国吹き替え- ロブ・ラックストロー
日本吹き替え- 田中亮一（第1シーズン、第5シーズン第22話）→遠藤武（第1シーズン）→高戸靖広（第2シーズン）→堀川りょう（第3シーズン第3話）→佐藤佑暉（第3シーズン、第5シーズン第16話）→緑川光（第5シーズン第5話）→江川央生（第6シーズン）→龍田直樹→滝知史（第8シーズン）→三宅健太（第21シーズン）
ジェームスの機関士。
ジェームスの機関助手/サム（James's Fireman/Sam）
日本吹き替え- 里内信夫（第1シーズン）→緑川光（第2シーズン）
ジェームスの機関助手。
ジェームスの車掌（James's guard/James's conductor）
日本吹き替え- 里内信夫→森功至（第1シーズン）→塩屋浩三（第2シーズン）→川津泰彦（第5シーズン）→秋吉徹（長編第10作）→樫井笙人（第19シーズン）

ビルの機関士（Bill's Driver）
日本吹き替え- 掛川裕彦（第2シーズン）→小林俊夫（第3シーズン）→島田敏（第5シーズン）
ビルの機関士。
ベンの機関士（Ben's Driver）
日本吹き替え- 掛川裕彦（第2シーズン）→里内信夫（第3シーズン）
ベンの機関士。
バーティーの運転手（Bertie's Driver）
英国・米国吹き替え- コリン・マクファーレン
日本語吹き替え- 里内信夫（第2シーズン）→河本邦弘（第21シーズン）
バーティーの運転手。
バルジーの運転手（Bulgy's Driver）
日本吹き替え- 堀川りょう
バルジーの運転手。
ローリー3兄弟の運転手（The Horrid Lorries' Driver）
日本吹き替え- 平野正人、森功至
ローリー3兄弟の運転手。無表情・再塗装・身元備を隠した。第5シーズンの「3だいのトラック」のみの正式前回登場後にカメオ出演しないで唯一の主役回でもある。廃車の模型が崖から転落して大怪我を負った物。三複線の後始末をする未公開シーンは途中までしか現役されなかった。人格無し相似に台詞を喋らない。
エリザベスの運転手（Elizabeth's Driver）
日本吹き替え- 川津泰彦
エリザベスの運転手。
熱気球の乗組員（The Hot Air Balloon's Crew）
日本語吹き替え- 里内信夫
熱気球を操作する人。熱気球の空気が無くなった時に悲鳴を上げた。

## その他の人物
ジェレマイア・ジョブリング/紳士/乗客（Jeremiah Jobling/The Gentleman/The Passenger）
日本吹き替え- 掛川裕彦（第1シーズン）→森功至→遠藤武（第2シーズン）→小林俊夫（第3シーズン）
ジェームスの列車に乗っていた乗客。トラブルが発生したために機関士にくつひもを貸すことになる（そのせいでしばらくの間ジェームスは仲間からからかわれていた）。第2シーズン中エキストラ出演時にバーティーに乗っていた時は初登場時と性格が変わっており、エドワードに2度も自分たちを乗せ損ねたバーティーに対して「気にするなよ、また追いかければ良いさ。"3度目の正直"ってのがあるじゃないか。」と言った。その後エドワードやデイジーに乗車していた。
ヘンリーに石を投げた子供達(The Stone-Dropping Boys)
ヘンリーの煙突に石を落として遊ぼうとしたどこかの学校の制服を着た悪戯小僧達（原作では野良犬もいる）。石を投げていた場所は第18シーズンのOPでお馴染みの跨線橋。そのせいでヘンリーの塗料が剥がれ、彼の機関助手が怪我をし、客車の窓ガラスが割れてしまう。その後、ヘンリーのくしゃみで真っ黒な煙にかかり、真っ黒になって逃げていった。初登場前の「フライング・キッパー」では走って行く改良型のヘンリーに手を振っていた。
ゴードンをからかった子供達(Gordon Teasinged Childrens)
日本吹き替え - 中友子、中谷ゆみ
原作では第8巻、テレビ版では第1シーズンのみに登場する、わんぱくな性格の少年3人組。臨時列車を牽くのを嫌がって溝に落ちたゴードンを見て彼を歌で揶揄った。
ジェームスに悪戯した子供達(The Naughty Boys)
ジェームスの運転装置をいじった手に負えない悪戯好きな性格の悪戯坊主。ジェームスが動き出した途端、機関室から転げ落ち、ジェームスが無人暴走してしまう。原作ではその後、警官に補導され、父親に尻を叩かれ、許しが出るまで列車を見に行く事が出来なかった。画像ではジェームスより少し前に立っている。
ファーカーの新しい警察官（The New Ffarquhar Constable）
英国・米国吹き替え- キース・ウィッカム
日本吹き替え- 掛川裕彦（第1シーズン）→河本邦弘（長編第11作）→坂口候一（第20シーズン）→黒田崇矢（長編第16作-）
新しく来た大柄な警察官。第1シーズンは性格が短気で、トーマスと揉め事を起こすが、支線にトビーが来たのを知り驚愕した。
執事（The Butler）
日本吹き替え- 里内信夫
トップハム・ハット卿の執事。主な仕事はトップハム・ハット卿に伝言を伝えに行くこと等。
ハロルドのパイロット（Harold's Pilot）
日本吹き替え- 森功至（第5シーズン）→龍田直樹（第6シーズン）→川津泰彦（第7シーズン）

床屋（The Barber）
日本吹き替え- 郷里大輔
自分の店にダックが突っ込んできたことがある床屋。初登場前にはジェレマイア・ジョブリングやキンドリー夫人と一緒にバーティーに乗車していた。
掃除人（The Careless Cleaner）
機関庫の掃除に来たときに、うっかりトーマスの運転装置をいじってしまった。そのせいで、トーマスが動き出してしまう。
ファーカー駅長の奥さん（The Ffarquhar Stationmaster's Wife）
日本吹き替え- 中谷ゆみ
トーマスが突っ込んだファーカー駅長の家のファーカー駅長の奥さん。トーマスが突っ込んだせいで家が破壊されたことよりも朝ご飯がメチャメチャになったことで腹を立てていた。また、乗客として出てくることもある。
緑の帽子をかぶった女の人（The Lady with the Floppy Green Hat）
ゴードンの列車に乗って帰る友人を見送っていたが、ゴードンの機関助手はその帽子を車掌の旗と勘違いしてしまった。
サム（Sam the Farmer）
農夫（言及のみ）。クロウ農場（人形劇ではカラス農場）の踏み切りを渉る途中に荷車が壊れてしまい、馬（人形劇の未公開シーンではテレンス）に乗って助けを呼びに行ったが、その間にパーシーが荷車に突っ込んでしまった。
サンタクロース（Father Christmas/Santa Claus）
英国・米国吹き替え- キース・ウィッカム
日本吹き替え- 鈴木清信
ハロルドに乗ってクリスマスパーティーにやってきたサンタクロース。
ヨットレースのメンバー（The Injured Sailor）
港で開かれたヨットレースの参加者。レース中に何らかのアクシデントで怪我をするが、ハロルドとダック、バーティーによって病院に運ばれる。
作業長（Foreman）
日本吹き替え- 森功至（第4シーズン）→置鮎龍太郎（第5シーズン）→金光宣明（第10シーズン-）
作業員達のリーダー格。トンネルが不通になった時、彼が先頭に立ち、実は「他人の不幸は蜜の味」トンネルの中へと入っていった。トードが泥沼に嵌った際に作業長とチーフや橋の工事の作業員、共に大笑いした。ダンカンに鐘を運ぶ仕事を任せた。
女王陛下／クィーン・エリザベス2世（Queen Elizabeth II）
英国・米国吹き替え- シャロン・ミラー
日本吹き替え- 根本圭子
ソドー島を訪問したイギリスの女王。
手紙をくれた女の子（The Girl's Ask Letter）
日本吹き替え- 野田順子
手紙をくれた女の子。トーマス達機関車にビッグ・シティに来てもらう事には何故か反対せず、手紙を送った少女はこの町に住んでいるらしく、第4シーズンの「トーマスととくべつなてがみ」からは娘が「トーマス達を家でお茶をご馳走したい」と言った事に対し「線路がないから駄目」と批判した。然し、この街に行く事となった。賛成してくれた。
トリレックの子供達（Toryreck's Childlens）
日本吹き替え- 野田順子
トリレック駅に立っていた子供達。知り合った経緯は不明だが、デイジーと親交があり、彼女に雄牛の目玉のキャンディーを見せた事がある。
クロバンズ・ゲートの警察官（The Crovan's Gate Policeman）
日本吹き替え- 増谷康紀→田中亮一
クロバンズ・ゲートの警察官。サー・ハンデルとジョージの事故現場の事を教えた。その後デイジーに牛の事を教えた。
トム・ティッパー（Tom Tipper）
英国・米国吹き替え - キース・ウィッカム
日本吹き替え- 神奈延年（第4シーズン）→徳石勝大（第18シーズン-）
郵便配達人。赤いバンに乗っている。不景気のためバンが使えなくて困ったこともあった。最近はバンは出てくるがトム自身は出てこない。
中央ソドー鉄道の支配人（The Mid Sodor Railway Manager）
日本吹き替え- 麻生智久→平野正人
かつてデューク達が働いていた鉄道の支配人。常に穏やかな口調で話すが、トラブルばかり起こすスマージャにはさすがに堪忍袋の緒が切れたのか彼を発電機にした。その後ブルーベル鉄道の支配人として再登場して、ステップニーと彼の機関士から「長距離を走りたい」とお願いされた時に潔く応じ、トップハム・ハット卿にステップニーを一時的にノース・ウェスタン鉄道で働かせて貰えるよう交渉した。実際、ゴードンが牽引する食堂客車に乗車した時、ゴードンを大絶賛した。
クリケット選手達（The Cricketers）
日本吹き替え- 石川英郎
広場での試合中バッターの打ったボールがステップニーの引く貨車の中に入ってしまい、キャロラインに乗って追いかけた。
オールド・ベイリー（Old Bailey）
日本吹き替え- 徳山靖彦
ソドー島の線路係。日本語版では「線路係」と訳されているが、実はシリルと同じフォッグマンである。元は駅長だったが、自分の駅の閉鎖と共に線路係に転職。ヘンリーの事故がきっかけで、機関士やトップハム・ハット卿の協力の下、駅は再開された。その後は全く出てこなかったが、第11シーズン中農夫として再登場した（実際の模型はジェム・コールの体にオールド・ベイリーの顔をつけたもの）。
ファークァー採石場の監督（Ffarquhar Quarry Manager）
日本吹き替え- 里内信夫→塩屋浩三（第5シーズン）→金光祥浩（第8シーズン）
ファークァー採石場で働く作業員や機関車達が安全に仕事が出来る様に仕事の指示、取り締まりをする。高台から見守っている。また、採掘された石を一定期間、管理する。然し、この発言がきっかけでステップニーは霧の中で線路を間違えてしまう。第13シーズンにも郵便を受け取りに登場した。
灯台守（The Lighthouse Keeper）
日本吹き替え- 塩屋浩三（第5シーズン）→佐藤佑暉（第7シーズン）
海岸線の灯台を守っている。赤旗を取り付け高波で線路が崩れそうだとトーマスに知らせたことがある。また、灯台は発電式だが暴風雨に弱く一度壊れたことがあったが、通りかかったソルティーが「ファーガスのフライホイールを利用して電気を起こそう」と思いついた為ファーガスのフライホイールは発電機のシャフトに取り付けられ、座礁寸前の貨物船を救った。
消防士 （The Fireman）
日本吹き替え- 佐藤佑暉
ソドー島の消防士。火災現場に消防車と共に登場する。以前ハット卿夫人の猫を助けたことがあり、表彰されメダルを受け取った。
ミスター・ウォルシュ（Mr. Walsh）
日本吹き替え- 塩屋浩三
公園の砂場を作りに、ハロルドに乗って島にやって来た男性。トンネルの砂を「偶然の産物」と言った。因みに、初登場前は乗客としてカメオ出演していた。第5シーズンの「トーマスとうわさばなし」と子供達の為に砂場を作るのに必要な砂を探しに来たことから、子供好きである模様。
ナップフォード操車場の転車台の作業員（Knapford Yard's Turntable's Workmen）
日本吹き替え- 塩屋浩三
転車台の整備と点検を行ったり、転車台を操作したりする作業員。グレムリンが居るのが原因、初登場前は点火係としてカメオ出演していた。第5シーズンの「オリバーのはっけん」と貴賓客車を動かせなくなった事がオリバーが勢いよく貨車を転車台の溝に落としたのを見て、転車台の修理には時間と愚痴を零した。
キンドリー夫人の娘（Mrs. Kyndley's Daughter）
日本吹き替え- 西田裕美
自分の結婚式の時にキンドリー夫人から頼まれて探し出した幸運の贈り物（トーマス、車止め、積載車、オールドスローコーチ）をプレゼントしたパーシーにキスをした。
タイガー・モスのパイロット（Tiger Moth's Pilot）
日本吹き替え- 川津泰彦（第5シーズン）→緑川光（第7シーズン）

マイナーズ・ホルト駅の監督（Miner's Halt Manager）
日本吹き替え- 里内信夫
仕事等を取り締まり、チームをまとめ指示をする人。パーシーから外れた貨車が「反対側の村に突進する可能性がある」とトップハム・ハット卿に伝えた。
スカーロイスレート採石場の作業員（Skarloey Slate Quarry Workman）
日本吹き替え- 沼田祐介、江川央生、田中亮一
採石場で勤務する作業員。ラスティーと共にピーター・サムの大事故の後片付けをしたり、スカーロイが雪崩に飲み込まれた際に、氷を外して様子を見た同僚達と「雪達磨・釜倉・同僚達」そのうちの何人かは何故かオーバーオールを着用していなかった。
鉄道局の役人たち（The Railway Board）
日本吹き替え- 江川央生
ハーヴィーのお披露目をみるためにやってきた役人達。服も髪型も帽子も皆そっくり。
バラフーの村人（The Ballahoo Villagers）
日本語吹き替え- 進藤尚美、平井啓二
バラフーの村に住んでいる人達。よく見ると、トップハム・ハット卿のお母さんやシリル、キンドリー夫人や有名な小説家など、既存キャラの人形が混じっている。
獣医（The Vet）
日本吹き替え- 森功至
マッコールさんの羊の御産のときに、トビーが連れてきた獣医。
シリル（Cyril the Fogman）
英国・米国吹き替え- ケリー・シェイル
日本吹き替え- 田中亮一（第6シーズン）→金光宣明（第11シーズン）→河本邦弘（第22シーズン-）
ソドー島のフォッグマン。線路に信号雷管を取り付けて霧の発生を機関車に知らせる。ハット卿がフォッグホーンを導入したためクビにされそうになったことがあったが、フォッグホーンが壊れたときにシリルが活躍したので仕事に戻れた。ハット卿の台詞から、だいぶ年をとっていることがわかる。第7シーズンから第10シーズンまで（第9シーズンを除いて）乗客として登場した(第10シーズンではなぜかマッコールさんの隣にシリルがいたことがある)。その後第11シーズンでは灯台守として出てきた。
信号技師（Signal engineer）
日本吹き替え- 江川央生
信号機の工事を担当する作業員。通過するトーマスとアニーとクララベルに手を振った事が有る。ハロルドが大量の郵便袋を提げて離陸した時は驚いていた。第18シーズンで再登場した。
ミスター・ジョリー（Mr. Jolly）
ゴードンの丘の麓にあるチョコレート工場の工場長。工場のシンボルマークには彼の顔が使われている（工場の行きの貨車やトラックにも同じマークが付いている）。工場は第6シーズンと第8シーズンに出てくるがミスター・ジョリー本人はいずれも姿はあらわさない。第11シーズンではトーマスの発言でのみ登場した。
メダルをもらった優勝者
日本吹き替え- 泉久実子
運動会にやってきた子供の一人で、トーマスに下車後「一等賞になってメダルを取りたい」と言ったが、何かの競技で一位になり見事トップハム・ハット卿からメダルをもらうことができた。数日後、彼はバーティーに乗ってトーマスにメダルを渡しに来た。乗客の子供として出てくることも多い。また、第9シーズン「トーマスとこむぎのちから」では寝ている子供として登場する（その子供が寝ているベットの横の棚にはメダルが置かれている）。
漁師（The Fisherman）
日本吹き替え- 佐藤佑暉
漁村で働く漁師。魚嫌いのトーマスに「新鮮な潮のにおいを楽しめ」と言った。第6シーズンではエキストラとして登場していたが、初めて話したのは第7シーズン。
ダスティー（Dusty Miller）
日本吹き替え- 里内信夫（第7シーズン）
トビーと仲良しの粉屋。貧乏なのか、自分の風車を修理するお金もなかったらしい。丘の上の製粉所や第8シーズンからのオープニングの風車に居たりと、何故か働いている職場が一定していない。ハット卿夫人と仲が良く、二人でよく長話をする。また、トーマスに間違われて港に連れて行かれたことがある。ミスター・パーシバルの誕生日当日は、ケーキを焼く作業をしていた。
カレン卿（Lord Callan）
英国・米国吹き替え- キース・ウィッカム
日本吹き替え- 川津泰彦（第7シーズン）→坂口候一（第19シーズン-）
スコットランド出身の紳士。ロッホ城という城のオーナー。ハット卿にスコットランドの衣装をプレゼントした。第11シーズンで再登場し、夜遅くまで自分の城の前でトップハム・ハット卿と一緒に市長を待っていた。
船長（The Captain）
日本吹き替え- 川津泰彦
貨物船の船長。自分の貨物船が座礁しそうになったがソルティーのおかげで座礁は免れた。翌朝ソルティーが港に着いたとき「船が助かったよ」とお礼を言っている。
操車場長（Yard Manager）
日本吹き替え- ウェルズワース操車場 - 高戸靖広（第8シーズン）、ティッドマス操車場 - 森功至（第8シーズン）、ナップフォード操車場 - 金光宣明（第12シーズン-）
操車場の責任者。今のところ第8シーズンでティッドマス機関庫近くの貨物小屋と、ウェルズワース操車場にそれぞれ一人、第12シーズンではナップフォード操車場に一人いることが分かっている（ナップフォード操車場長は登場人物の中で初めての黒人である）。
燃料貯蔵所の作業員（The Fuel Depot's Workman）
日本語吹き替え- 滝知史
燃料貯蔵所で勤務する作業員。メイビスが新しいディーゼル燃料を受け取りに来た際に貨車に積んだ。
工場長（Factory Manager）
日本吹き替え- 川津泰彦（第8シーズン）→金光宣明（第9シーズン-）
アイスクリーム工場の工場長。普段は優しいが、ミルク缶の配達に失敗したトーマスに対して「ミルクを長い時間揺らすとバターになる」と厳しく教えたことがある。話の中では工場での仕事は主にトーマスが務めているが、第10シーズンのミニストーリーではエドワードがアイスクリームの貨車を引いて工場に停車していた。
サーカス団（Circus）
ソドー島にサーカスのためにやってきたサーカス団。団員にはピエロや馬に乗る曲芸師などがいて様々である（ブラス・バンドのメンバー達も混じっている）。サーカスのシンボルマークにはピエロの顔が使われている（専用の貨車にも同じマークが付いている）。
空港の責任者（Airport Manager）
日本吹き替え- 樫井笙人
新しく出てきたばかりの空港の責任者。トーマスの事故で滑走路に皹が入った際は慌てて電話でハーヴィーを呼ぶ（だがハーヴィーは島の反対側で荷下ろしをしていて来られなかった）。
カメラマン（The Photographer）
英国吹き替え- マット・ウィルキンソン（第16シーズン）→キース・ウィッカム（第19シーズン）→マーク・モラガン（第21シーズン-）
米国吹き替え- ケリー・シェイル（第16シーズン）→キース・ウィッカム（第19シーズン）→マーク・モラガン（第21シーズン-）
日本吹き替え- 江川央生（第7シーズン）→金光宣明（第12-16シーズン）→金丸淳一（第19シーズン）→田所陽向（第21シーズン-）
恐竜の骨を見に島へとやってきたの男性。トーマスは彼を港から乗換駅まで乗せていき、レニアスとスカーロイと一緒に写真を撮ってもらったことがある。第10シーズンではポスターに使うエドワードの写真を撮るため登場した。その後第12シーズンで再登場し、ナップフォード駅の誕生日の記念に立てる看板の写真を撮るために機関庫へやってきた。随分優しい人で、トーマスが事故で看板を無くしたときや、ディーゼル抜きで写真を撮る時も何も疑うことなくまた写真を撮ってくれた。その後自分のミスだと分かり、お詫びにみんなの写真を撮ってくれた。その後CG作品からは第14シーズンで再登場（後ろ姿のみ）。トーマスとキリンの写真を撮ってくれた。
有名な画家（The Famous Artist）
日本吹き替え- 樫井笙人
ソドー島の特別な物を書きに来た画家。パーシーの案内でソドー島のいろいろなところを見て周った。彼は島のどこも気に入らず「この島に特別なものはなにもない」といったので、パーシーは怒って彼に意見した。その後彼は「自分の思ったことをしっかり言葉にできる」パーシーをソドー島の特別な物として認め、パーシーの絵を描きナップフォード駅で披露した。
酪農場の管理人（Manager(Daily Foreman)）
日本吹き替え- 酒巻光宏（第9シーズン）→金光宣明（第11シーズン-）
牧場（第11シーズンはチーズ工場）を取り仕切っている管理人。他の仕事場の監督と違い機関車を怒ったりはせず、穏やかな口調で話す。牧場ではいつもミルクを原料とし、凝固や発酵などの加工をして作られる乳製品を製造している（第8シーズンでは生クリーム、第9シーズンではミルク、第11シーズンではチーズ）。
第13シーズンではチャーリーの貨車にアイスクリームを乗せていた時に突然アリシア・ボッティーが現れたことには驚いたが、彼女の歌をうっとりしながら聞き、彼女がドアを閉めた時は歓声を送った。
ケーキ屋さん（Baker）
日本吹き替え- 相馬幸人
ピール駅内にあるの男性。サマー・パーティー当日に店でケーキ用のバターを待っていたが、トーマスがミルク缶を持ってきたのを見て「必要なのはバターであって、ミルクじゃない!」と叫んだが、缶の中身がすべてバターになっているのを見て驚いた。
アリス（Alice）
日本吹き替え- 原紗友里
丘の家に住んでいる女の子。トーマスとは大の仲良しで、自分の誕生日にプレゼントを届けてくれたお礼を言いたくて、ロージーに乗ってトーマスに会いに来たことがある。第12シーズンでは名前が出てこないものの、他の子供達と共にバーティーが来るのを待っていた（この時初めて喋る）。
ダスティー・ディーブ（"Dusty" Dave）
日本吹き替え- 金光宣明
大きな製粉所で働く粉屋。夕食を食べに息子と家へ帰るところだったが、小麦粉を探しているトーマスに奥の貨車の一台だけ小麦粉があることを教えてくれた。
海軍の提督（The Admiral）
日本吹き替え- 堀勝之祐
海の博物館の開館式のためにやってきた海軍の提督。ソルティーから提督が「失われた海賊の宝物」を探しているという話を聞いたトーマスは、彼の話で聞いた宝物を見つける3つのヒントから謎を解こうとする。
建設作業員（The Carpenter）
日本吹き替え- 津久井教生
ブレンダムの港に行きたかった建設作業員。道具箱を持っていたので、ゴードンは彼を専門の技師（後述）だと勘違いした。
専門の技師（The Engineer）
日本吹き替え- 仁科洋平
ポイント修理専門の技師。駅までバーティーに乗ってやってきたが、ゴードンが別の人（前述の建設作業員）を乗せて行ってしまったため、列車に乗り損なってしまう。その後、事情を聞いたドナルドが彼を迎えに来てくれた。その後次の駅でダグラスに乗り換え、その次でゴードンに乗って信号所に着くと、彼は故障したポイントをすべて直してくれた。
小説家（The Storyteller）
日本吹き替え- 鈴木渢（第7シーズン）→葛城七穂（第11シーズン）
アビー駅前に出来た新しい図書館のグランドオープンに来た小説家。オープン当日に語るお話の題材を、迎えに来たトーマスと共に探していた。ある事情でトーマスは題材の場所に行けなかったものの、彼女はトーマスのことを人々に語った。
手品師（The Magician）
日本吹き替え- 江原正士
子供たちにマジックを見せに来た手品師。彼がマジックをするときは青い箱、赤い絨毯、黄色い布を使う。
ピエロのクフィー（Kuffy the Clown）
村の駅にいたピエロ。体格や服装がソドー島に来たサーカス団のピエロの一人とそっくりである。当初は鈴の付いた首飾りをしていたが、自転車のベルを探していたフレディーにそれを譲った。
カーネル（Carnel）
日本吹き替え- 金光宣明
ソドー鉄道の駅員。DVD『きかんしゃトーマス ソドー島ツアー ビックリ!!ハプニング編』内で今まで起こった様々なハプニングをすべて解説してくれる。
船の操縦士（The Bargeman）
第12シーズンから登場。波止場の小型船の操縦士。クリスマス用の飾りをすべて送り返すために自分の船で運んでいたが、フレディーに呼ばれてコリンの元へ戻っていった。第15シーズンでは乗客としてのカメオ出演が多かったが、運河用のボートの操縦士も務めていた。
酪農場の職員（Dailyman）
日本吹き替え- 金丸淳一
第12シーズンに酪農場に居た職員。サー・ハンデルの話を聞いたトーマスに間違われて港に連れて行かれたことがある。ミスター・パーシバルの誕生日当日は、牧場なのにアイスクリームを作っていた。
先生（The Teacher）
英国吹き替え- テレサ・ギャラガー
米国吹き替え- ジュール・デ・ヨング（第13シーズン）→テレサ・ギャラガー（第18シーズン-）
日本吹き替え- 西優子（第13シーズン）→森千晃（第18シーズン）→望月久代→内山茉莉（第22シーズン）→山崎依里奈（第23シーズン-）
第12シーズンから登場。
ジンジャー髪の男の子（The Ginger-haired Boy）
英国・米国吹き替え- テレサ・ギャラガー（第13-20シーズン）→キース・ウィッカム（第23シーズン-）
日本吹き替え- 佐々木日菜子（第13シーズン）→玉木佑和（第14-17シーズン）→吉岡さくら（長編第10作、第20シーズン（デイジーととくべつなおきゃくさん））→根本圭子→竹内恵美子（第20シーズン）→山崎依里奈（第21シーズン）→古賀葵（第23-24シーズン（エミリーのしんゆうはどこ?））→古賀葵（第24シーズン（エミリーのきんきゅうしゅつどう）-）
第12シーズンから登場。他の子供達と共に雪だるま作りをしていたが、帽子のことでトーマスと話す。
バブルスさん（Mr. Bubbles）
英国吹き替え- キース・ウィッカム
米国吹き替え- マイケル・ブランドン（第13-15シーズン）→キース・ウィッカム（Bubbling Boilers-）
日本吹き替え- 金光宣明 （第13-21シーズン）→河本邦弘（第23シーズン-）
ピエロの男性。子供たちに有名でピエロの中で唯一島に在住している人物でもある。第13シーズンではショーで行うシャボン玉液をトーマスに運んでもらうよう頼んだが、トーマスは整備工場で付けた予備の煙突を気にしており、何度も液体をこぼし、ナップフォード駅に送ってもらっていたトップハム・ハット卿と共に道中3度も災難にあった。そして反省したトーマスに予備の液体を運ぶよう頼み、今度は無事に運んでもらった。そしてショー開始後はトーマスの煙突と同じ柄の帽子を被っていた。第15シーズン「おおきなふうせん」を最後に喋らなくなり、第16シーズン「どろんこジェームス」以降登場しなかったが、きかんしゃトーマス史上初の4D映像『Bubbling Boilers』で再登場。
ローハム・ハット卿（Sir Lowham Hatt）
英国吹き替え- キース・ウィッカム
米国吹き替え- ケリー・シェイル
日本吹き替え- 納谷六朗
トップハム・ハット卿の弟。顔に髭があることを除けば、トップハム・ハット卿そっくりである。大好きな場所は『ささやきの森』。性格はマイペースで子供好きだったためか、子供たちには大いに好かれた。
野鳥観察者（The Bird Watcher）
英国吹き替え- マット・ウィルキンソン→キース・ウィッカム（第18シーズン-）
米国吹き替え- マーティン・シャーマン（第13シーズン）→キース・ウィッカム（第18シーズン-）
日本吹き替え- 金光宣明（第13シーズン-）
第13シーズン「えらいぞヘンリー」から登場。バッファーに止まったソドー・ムシクイを連れてきたヘンリーを褒めたことがある。
また、それ以前からは至る所の駅にカメオ出演していた。なお、第18シーズンの今に至っても乗客としてカメオ出演している。
第23シーズンではトビーの悪口を言っていたが、その日の夜に彼が泥棒を追跡して捕まえた話を聞いたときは「立派な機関車」だと認めて謝罪した。
双眼鏡を持った男性/双眼鏡の男性（The Welsh Bird Watcher）
英国・米国吹き替え- ジョー・ミルズ（第18シーズン）→キース・ウィッカム（第20シーズン-）
日本吹き替え- 樫井笙人（第13-18シーズン）→鈴木清信（第20シーズン）→河本邦弘（第21シーズン-）
第13シーズンから登場したバードウォッチングをしに来た男性。第18シーズンではトーマスの支線にやってきてドライオー、メイスウェート両駅内で野鳥観察を行っていた。ある日ドライオー駅のバードウォッチングを終えてから珍しい鳥を見つけ、誤ってアニーの緊急停止装置のワイヤーを引いて止めてしまったことがある。そのせいで、アニーは故障、トーマスや他の乗客たちから睨まれ、トップハム・ハット卿にも注意を受け、もう二度とワイヤーを引かないことを約束した。
二人のパン屋さん（The Two Bakers）
日本吹き替え- 河本邦弘、金光宣明
第14シーズンから登場のソドー・ベーカリーで働く二人のパン屋さん。
また、ナップフォード駅に新設されたお店ではその内の一人とそっくりの男性がレジのカウンターにいたことがある。
キリンの飼育員さん（The giraffe's keeper）
英国吹き替え- マット・ウィルキンソン、ケリー・シェイル
米国吹き替え- ケリー・シェイル
日本吹き替え- 金光宣明、佐々木啓夫
第14シーズンから登場。ソドー島に新しくできた動物園まで運ぶ予定のキリン専門の飼育員さん。トーマスは当初彼を乗せることなくキリンを運んだが、キリンの扱いが全く出来なかったため、港へ戻って彼を連れて行った。その後第17シーズンにも登場し、逃げ出した象を探しにチャーリーに乗って捜索したことがある。見つけてからは無事に貨車に象を乗せてからはブレーキ車に乗って一緒に動物園まで向かっていった。
ソドー・ユナイテッドの選手達（Sodor United Football Team）
英国・米国吹き替え- ベン・スモール、キース・ウィッカム、マット・ウィルキンソン（第14シーズン）→キース・ウィッカム、ロブ・ラックストロー（第19シーズン-）
日本吹き替え- 金光宣明、佐々木望（第14シーズン）→坂口候一、樫井笙人（第19シーズン-）
第14シーズンから登場。ソドー島所属のサッカーチーム。
洗濯屋さん（The Laundry Lady）
英国吹き替え- テレサ・ギャラガー
米国吹き替え- ジュール・デ・ヨング
日本吹き替え- 中嶋ヒロ
第14シーズンから登場。マロン駅内の洗濯屋の女経営者。
島の検査官（The Island Inspector）
英国吹き替え- マット・ウィルキンソン
日本吹き替え- 宗矢樹頼
第14シーズンから登場。本来ならゴードンが急行列車に乗せてくるはずだったが、その最中に出来たゴミ処理場の仕事で遅れてしまったため、ゴードンがウィフにこの仕事を託し、ウィフが検査官を急行列車に乗せてゴミ処理場まで連れてきた。
ブロンドの男の子（The Blond-haired Boy）
英国吹き替え- マット・ウィルキンソン（第14シーズン）→テレサ・ギャラガー（第15シーズン-）
米国吹き替え- ウィリアム・ホープ（第14シーズン、第20シーズン）→ジュール・デ・ヨング（第15シーズン-）
日本吹き替え- 河杉貴志（第14-15シーズン）→金光宣明（第17シーズン）→下屋則子（第18シーズン）→根本圭子（第19シーズン）→竹内恵美子（第20シーズン-）
第14シーズンから登場。バッシュ、ダッシュ、ファーディナンドに飾りを分けてあげた。
ソドー・レスキューセンターの責任者（The Sodor Search and Rescue Centre manager）
英国吹き替え- マット・ウィルキンソン
米国吹き替え- グレン・ウレッジ
日本吹き替え- 中村大樹
第15シーズンから登場（それ以前に第14シーズンでロッキーの台詞の言級での名前が上がったものの、姿を見せなかった）。ソドーレスキューセンターの責任者でジェームスとトビーにゴードン救出の指示を下した。
石炭調査官（The Railway Coal Inspector）
英国吹き替え- キース・ウィッカム
米国吹き替え- ケリー・シェイル
日本吹き替え- 金光宣明
第15シーズンから登場。ヘンリーの使う特別の石炭の調子を調べるために島へやってきた。
トップハム・ハット卿のお母さんのお友達（Dowager Hatt's Friends）
英国・米国吹き替え- キース・ウィッカム（帽子の老女性）
日本吹き替え- 下屋則子（薄いピンクの服の老女性）、森千晃（第19シーズン）→根本圭子（第20シーズン-）（帽子の老女性）
第15シーズンから登場。トップハム・ハット卿のお母さんと同い年の二人の女性で、一見すると冷静そうに見えるが、お母さん同様かなり楽しい性格で、彼女と共に強引にトーマスの機関室に乗り込んだことがある。第16シーズンには二人の夫らしき男性二人が登場、第17シーズンでは（その内の一人のみ）ナップフォード駅で新聞を読んでる中ヒロの通過時に（一言だが）初めて喋った。
山高帽の男性（Man in a bowler hat）
英国吹き替え- キース・ウィッカム
米国吹き替え- ウィリアム・ホープ（第15シーズン）→ティム・ウィットノール（第18シーズン）→キース・ウィッカム（第19シーズン-）
日本吹き替え- 佐々木啓夫（第15シーズン）→河本邦弘（第18シーズン-）
第15シーズンから登場（だが、第13シーズンの「えらいぞヘンリー」で一時期観光客に混ざっていた）。黒人の男性でトビーと知り合いらしい。トビーもまた、彼（と他のお客さん達）にベルを紹介してあげた。
偉大な作曲家（The Great Composer）
英国・米国吹き替え- キース・ウィッカム
日本吹き替え- 金光宣明
第16シーズンから登場した偉大な作曲家。常に手にはタクトを持っており、特別な曲作りのためにトーマスが引くアニーに乗って島を回ったが、聴いた音を必ず楽譜に書く癖があり、トーマスに近づいたゴードン、メイビス、ジェームス達の様々な音を聴いて楽譜を作ったが、トーマスの急停車で楽譜をすべて石切り場の落盤現場前で風に飛ばされてしまう。だが、トーマスの機転によりゴードン達や、パーシーとエミリーを集めてみんなを連れてタウンホールの広場前まで連れて行き、作曲家の指揮の下にトーマスや仲間達はみんなで様々な音を出して作曲家とブラスバンドとともに特別な曲を作った。
二人の登山者（The Two Climbers）
第17シーズンから登場した二人の登山者。ロッホ城近くの岩場で登り切れず立ち往生していたところをハロルドに救われ、ロッホ城の線路の脇で降ろしてもらった。
ウェルズワース駅の作業員（A station worker of Wellsworth）
英国吹き替え- キース・ウィッカム
米国吹き替え- ウィリアム・ホープ（第17シーズン）→キース・ウィッカム（第23シーズン-）
日本吹き替え- 河本邦弘、金光宣明（第17シーズン）→小田柿悠太（第23シーズン-）
第17シーズンから登場した二人の駅員。駅に来たパーシーに郵便袋を積み込む役割を持っているが、ある日パーシーの勘違いで郵便袋を積み込んだ荷物を台無しにされたことあった。
大きな帽子を被った女性（The Lady with the Big Hat）
英国・米国吹き替え- テレサ・ギャラガー
日本吹き替え- 森千晃（第18シーズン）→根本圭子（第20シーズン）→吉岡さくら（長編第13作）→山崎依里奈（第22シーズン）
第18シーズンから登場した紫の大きい帽子の女性。トーマスがナップフォード駅に戻った時にアニーに乗ったお客さんの一人。アニーが故障した後にクララベルに乗った際、前述の双眼鏡を持った男性がいることを理由にトーマスが駅を通過したので、やむなくクララベルの緊急停止装置のワイヤーを引いて止めたことがある。
副大臣（The Deputy Minister）
英国・米国吹き替え- ティム・ウィットノール
日本吹き替え- 石野竜三
第18シーズンから登場したVIPのお客。スペンサーの引く専用客車に乗ってソドー島にやってきた。機関車たちが急いで仕事を終わらせようとして皆失敗した際に「誰でも2度目のチャンスを与えるべきだ」といって次の日またソドー島に来るなど、機関車たちに理解ある性格。
裏庭の管理人（The Groundsman）
英国・米国吹き替え- キース・ウィッカム
日本吹き替え- 三宅健太
第18シーズンから登場した恐竜パークの作業員。ミリーが自分をからかったサムソンとハーヴィー相手に仕返しを考えた際、彼女の要請により火山の模型の裏で焚火をしたことがある。第17シーズンでも言及でのみ登場している。
ソドー・ユナイテッドのファンの男性（Sodor United Football Fan Man）
英国・米国吹き替え- キース・ウィッカム
日本吹き替え- 河本邦弘
第19シーズンから登場したソドーチームのサポーター達。サッカーの試合のためにメインランドから訪れソドーチームや自分たちの服と同じ青色であるトーマスに乗り込んだ。
バローのファンの女性（Barrow Football Fan Lady）
英国・米国吹き替え- テレサ・ギャラガー
日本吹き替え- 山崎依里奈
第19シーズンから登場したバローチームのサポーター達。サッカーの試合のためにメインランドから訪れバローチームや自分たちの服と同じ赤色であるジェームスに乗り込んだ。
アルバート（Albert）
英国・米国吹き替え- キース・ウィッカム
日本吹き替え- 酒巻光宏
第19シーズンから登場したナップフォード駅に勤める作業員。妻と赤子の息子を持つ父親。
船乗りジョン（Sailor John）
英国・米国吹き替え- ジョン・ハート
日本吹き替え- 坂口候一
長編第11作「探せ!!謎の海賊船と失われた宝物」に登場する、水兵風の格好をした船乗りと名乗る男性。元海軍らしく追放された後はソドー島で退去し、自分の所有するスキフと共に失われた宝物を探すことに熱中するようになった。わがままかつ胴欲で宝物を手にするためなら手段を択ばない。
長編第14作「Big World! Big Adventures!」ではサンフランシスコの船乗りのカフェでカメオ出演している。
ほっそり牧師（The Thin Clergyman）
原作者ウィルバート・オードリー牧師本人。テレビ版では長編第11作「探せ!!謎の海賊船と失われた宝物」から登場した。

ダイバー（Diver）
英国・米国吹き替え- キース・ウィッカム
日本吹き替え- 三宅健太
長編第11作「探せ!!謎の海賊船と失われた宝物」のみに登場する、海に潜って沈んだ物を探す人。
グレート・レイルウェイショーの審査員長（The Great Railway Show Judge）
英国・米国吹き替え- キース・ウィッカム（第18-20シーズン）→ロバート・ウィルフォート（長編第12作-）
日本吹き替え- 鈴木清信（第17シーズン）→金光宣明（第18シーズン-）
第16シーズンから登場する、灰茶色のスーツの老男性。長編第12作「走れ!世界のなかまたち」で審査員長を務めた。一部のエピソードでは杖を突いて登場していた。
チャルバラ（Churubala）
英国・米国吹き替え- シーナ・バテッサ
日本吹き替え- 山崎依里奈
第22シーズンから登場する、インドの鉄道を運営している女性局長。
虎のハンター
英国・米国版吹き替え- ロブ・ラックストロー、イアン・マッキュー
日本吹き替え- 金光宣明、秋吉徹
虎を捕まえて一儲けを企む2人組の猟師達。ラジブを騙し、彼の客車に乗って悪事に利用したが、虎用の檻を持っていた事でトーマスとシャンカールに正体を見破られ、トーマスの作戦で虎に扮したシャンカールに騙された事で警察官に見つかり、自分達が用意した檻に入れられるという皮肉な結末を迎えた。
ミアさん（Mia)
英国・米国吹き替え- モンセラート・ロンバルド
日本吹き替え- 竹内恵美子
長編第15作『チャオ!とんでうたってディスカバリー!!』から登場する考古学者の女性。イタリアの古代遺物の発掘を手伝っている。
デイム・ベラ・カント（Dame Bella Canto）
英国・米国吹き替え- フラミニア・チンクエ
日本吹き替え- 根本圭子
第23シーズンのみ登場するオペラ歌手。高慢で独善的性格で、オーケストラなど自分より下の立場にいる人物を軽視したり、ソリストとしての自分に誇りを持つばかり物事を一人で行う事を好む。しかし、ロレンツォに指示を出して共に迷子になった時はオーケストラと離れた事を後悔した。
バズ（Baz）
英国・米国吹き替え - ボブ・ゴルディング
日本吹き替え- 石野竜三
バーニー（Barnie）
英国・米国吹き替え - ロブ・ラックストロー
日本吹き替え- 田所陽向
長編第16作『おいでよ!未来の発明ショー!』のみ登場する、2人組の設計図泥棒。
フリードリヒ教授（Professor Friedrich）
英国・米国吹き替え - ロブ・ラックストロー
日本吹き替え- 坪井智浩
長編第16作『おいでよ!未来の発明ショー!』のみに登場するドイツ出身の発明家。未来の発明ショーに展示するぶっ飛びブースターを港で暴発させてしまう。その後、ケンジの暴走を止めるためにぶっ飛びブースターを最大出力で起動させ、トーマスに活躍させた。
へティ教授（Dr. Hetty）
英国・米国吹き替え - レイチェル・ミラー
日本吹き替え- 根本圭子
長編第16作『おいでよ!未来の発明ショー!』のみに登場するフランス出身の発明家の女性。未来の発明ショーでひっつきマグネットを紹介した。
ホリフィールド教授（Dr. Holyfield）
英国・米国吹き替え - コリン・マクファーレン
日本吹き替え- 長谷徳人
長編第16作『おいでよ!未来の発明ショー!』のみに登場する発明家の黒人男性。未来の発明ショーでスーパー・ミルクシェイクマシーンを紹介した。
キム教授（Dr. Kim）
英国・米国吹き替え - シウ・シー・ハン
日本吹き替え- 織江珠生
長編第16作『おいでよ!未来の発明ショー!』のみに登場する発明家のアジア人女性。未来の発明ショーでアメージング・メタルマンを紹介した。
ジョニー（Johnny）
ジョニーの父親（Johnny's Father）
老人の駅長（Wayland Stationmaster）
第25シーズンのみに登場する老人の駅長。
レジナルド（Reginald）
第27シーズンにピール・ゴッドレッドのベーカリーカフェで働くケーキ職人。

## 日本未登場の人物

### 原作
トム・ティッパーの自転車を壊した少年達
第27巻「Really Useful Engines」のみ登場。トム・ティッパーの許可無しに彼の自転車で遊び、終いには自転車を壊してしまった。TV版ではトムとパーシーの機関士の不注意が原因で自転車を壊してしまうシーンに変更された。

### テレビ版
ミスター・ギグルス（Mr. Giggles）
第12シーズンから登場。体格や服装はクフィーにそっくりな有名なピエロ。当初はゴードンが空港まで迎えに行く予定だったが、トーマスのせいで遅れてしまい、その仕事はディーゼルが他の仕事と一緒に掛け持ちした。姿を見せたのは夜のパーティーで看板の右横だけで、そこでは得意のパントマイムを子ども達に披露していた。
ミス・メアリー・マーベル（Miss Mary Marvel）
第12シーズンから登場。本名メアリー・マーベル。トーマスが乗り換え駅に連れてくる予定の有名な語り手で、主にプロテウスの話を語る。ピーター・サムは彼女に会いたくて仕事を早く終わらせようとしたが、事故を起こしたため会えなくなってしまった。その後仕事の途中で会場で停車したものの、ピーター・サムは彼女の後ろ姿しか見られなかった。
責任者（Manager）
第12シーズンから登場。体格や服装がボートの修理技師とそっくりなブレンダムの港にあるファクトリーの責任者。トーマスとハンクが機械類が届くのを待っていてくれた。

## ソドー建設会社
ジェニー・パッカード（Jenny Packard(Miss Jenny)）
英国・米国吹き替え- ハリエット・カーショウ
日本吹き替え- 鈴木渢（第6シーズン）→杉山育美（長編第3作）→中井美琴（第23シーズン-）
ジャック達働く車のオーナー。黒い犬を連れている。第6シーズンではアイルランド人だったが、スピンオフ作品ではアイルランド人的な言い回し（「あなたのおかあさんならうれしいわ」等）がまったく無くなっている。また、雨天時にはレインコートを着ている場面や、専用のランドローバーを持っているのが見られた。スピンオフ作品以降全く出てこなかったが、長編第3作で再登場した（この時は晴れていたのにもかかわらず、レインコートのまま登場した）。その後第12シーズンにも一度だけ登場する（但し、台詞は無い）。また、シャツの色が水色からクリーム色に変わるが、第23シーズンにてフルCGで再登場した際には元の服装に戻った。
現場監督（The Foreman）
日本吹き替え- 田中亮一第6シーズン）→石野竜三（第22シーズン）
工事現場監督。彼は第6シーズンとスピンオフ作品で、機関車監督官と同じ役割を果たす（こちらも日本で言う助役に相当）。
現場主任（Banksman（Oiler））
日本吹き替え- 遠藤武（第6シーズン）
現場監督主任。スピンオフ作品では彼の服装とよく似たオペレーター達が出てくる（服装が違う為皆主任とは別人）。
オペレーター（Operator）
主任とは別のオペレーター。何人いるか不明だが作業車専属のオペレーターが多い（スピンオフ作品「On Site with Thomas」、「Thomas' Trusty Friends」に登場）。
学者（The Experts）
オリバーが何かを見つけた際にトップハム・ハット卿が呼んだ二人の学者。彼らが調べた結果それは恐竜の骨（トリケラトプスの化石）だと分かった（スピンオフ作品「On Site with Thomas」に登場）。
ピアノのレディー（The Piano Lady）
ピアノの輸送を頼んだ責任者。輸送をしたイザベラが事故にあった時ジェニーさんと共に現場にいた。ケリーが来てピアノを引き上げている時、彼女はもの凄く心配していた（スピンオフ作品「On Site with Thomas」に登場）。
フットボールのコーチ（Dryaw FC coach）
フットボールチームのコーチ。グラウンドのモグラの穴をすべて埋めてくれたバスターを褒めてあげた（スピンオフ作品「Thomas and the Moles」に登場）。
太っちょの警察官 （The Policeman）
日本吹き替え- 金光宣明
トーマスの支線にいる大柄の警察官とは体型が違い太っている。スピンオフ作品の最終話「Mud Glorious Mud」で雨の日にイザベラに道を迂回するよう教えてあげた。また、「Keliy's Windy Day」にも出ており道端でイザベラ、ケリーが通過するのを待っている。その後、第11シーズンの「マージのゆきあそび」と「ピカピカのマージ」で再登場した。

## 他の項目で解説している人物
- こうざんてつどう・スカーローイ鉄道
- 山にのぼる機関車（カルディー登山鉄道関連）
- 小さな機関車たち（ちんまり鉄道関連）